# Nana Fujimori
Nana Fujimori (jap. 藤森菜那 Fujimori Nana; ur. 21 maja 1997) – japońska lekkoatletka specjalizująca się w biegach przez płotki.

## Kariera sportowa
Podczas mistrzostw świata juniorów młodszych zdobyła brązowy medal w sztafecie szwedzkiej oraz dotarła do półfinału biegu na 100 metrów przez płotki. Złota medalistka azjatyckich igrzysk młodzieży (2013).
Rekord życiowy: bieg na 100 metrów przez płotki – 13,97 (2 sierpnia 2013, Ōita); bieg na 100 metrów przez płotki (76,2 cm) – 13,66 (7 października 2012, Gifu).

## Osiągnięcia
| Rok  | Impreza                               | Miejsce | Konkurencja                     | Lokata     | Wynik   |
| ---- | ------------------------------------- | ------- | ------------------------------- | ---------- | ------- |
| 2013 | Mistrzostwa świata juniorów młodszych | Donieck | bieg na 100 metrów przez płotki | półfinał   | 13,75   |
| 2013 | Mistrzostwa świata juniorów młodszych | Donieck | sztafeta szwedzka               | 3. miejsce | 2:07,61 |
| 2013 | Azjatyckie igrzyska młodzieży         | Nankin  | bieg na 100 metrów przez płotki | 1. miejsce | 13,69   |